# Metsatöll
Metsatöll — эстонская фолк-метал-группа. Название коллектива — древнеэстонский эвфемизм слова волк. Во многих песнях группы используются различные национальные музыкальные инструменты, а основная тема текстов песен — войны за независимость XIII и XIV веков. Группа часто исполняет кавер-версии народных эстонских песен, а также песни на стихи эстонских поэтов, таких как Август Алле и Фридрих Крейцвальд.
Коллектив является многократным лауреатом Ежегодной музыкальной премии Эстонии. В 2005, 2006, 2009 и 2011 годах группа получила премию в номинации «метал-артист года», а в 2012 и 2015 — «метал-альбом года».

## История
После образования в 1998 году, группа играла эпический метал с небольшим добавлением эстонского фольклора. В том же году вышел демо-альбом группы Terast mis hangund me hinge.

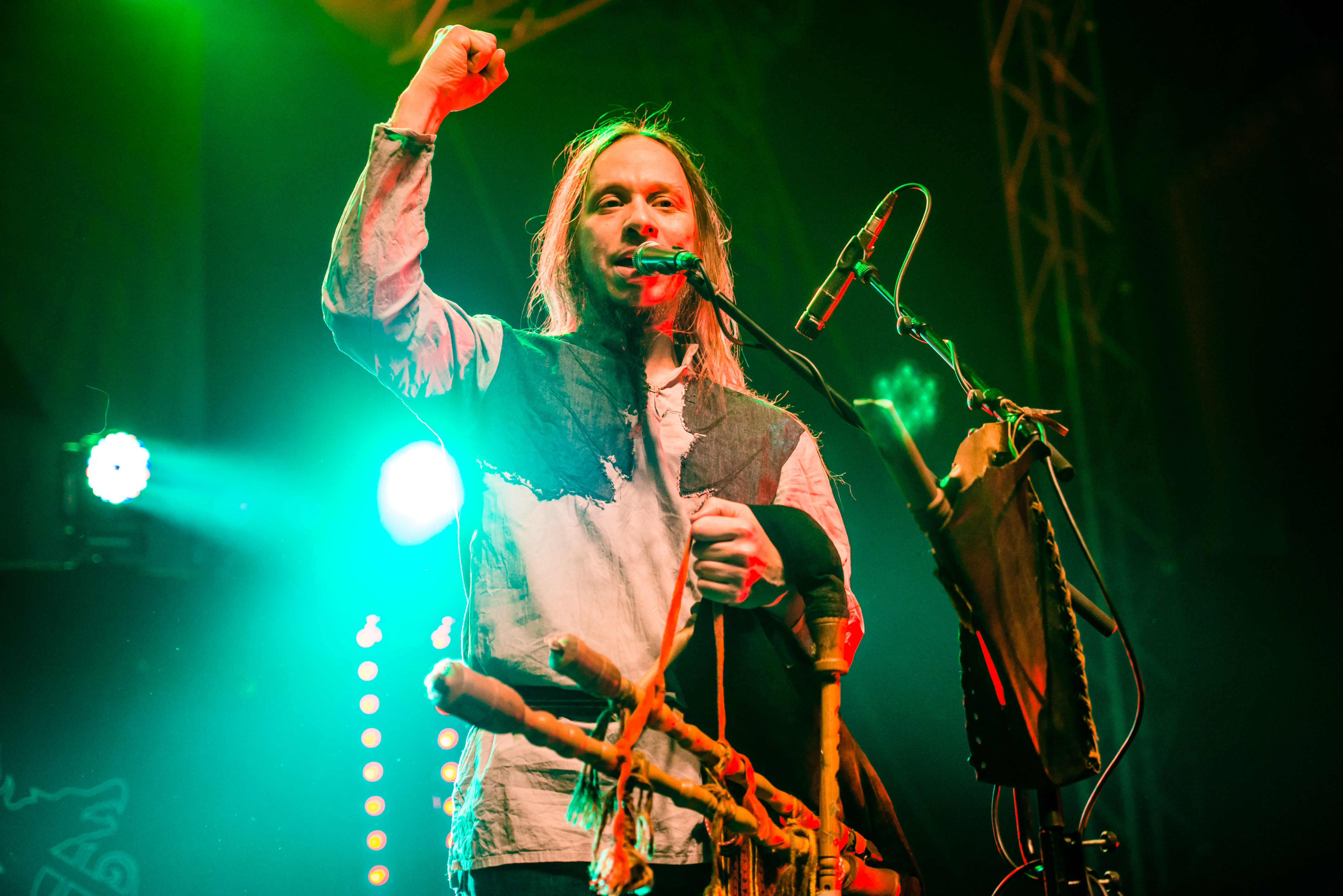
Лаури Ыунапуу играет в группе на различных народных инструментах

В 2000 году к группе присоединился друг музыкантов Лаури Ыунапуу, умевший играть на разных национальных эстонских музыкальных инструментах. С того же года начался уход группы к фолк-металу.
В 2004 году вышел альбом Hiiekoda, который стал первым альбомом Nailbord Records, ныне лидирующим лейблом тяжёлой музыки в Эстонии. Через год был выпущен ремейк демо-альбома группы Terast mis hangund me hinge 10218. Цифры в названии альбома означают год от сотворения мира, согласно хронологии древних эстов.
В 2006 году вышло два концертных альбома — Lahinguväljal näeme, raisk! и Raua needmine (с эстонским национальным хором) и EP Sutekskäija, а в 2008 третий полноформатный альбом Iivakivi.

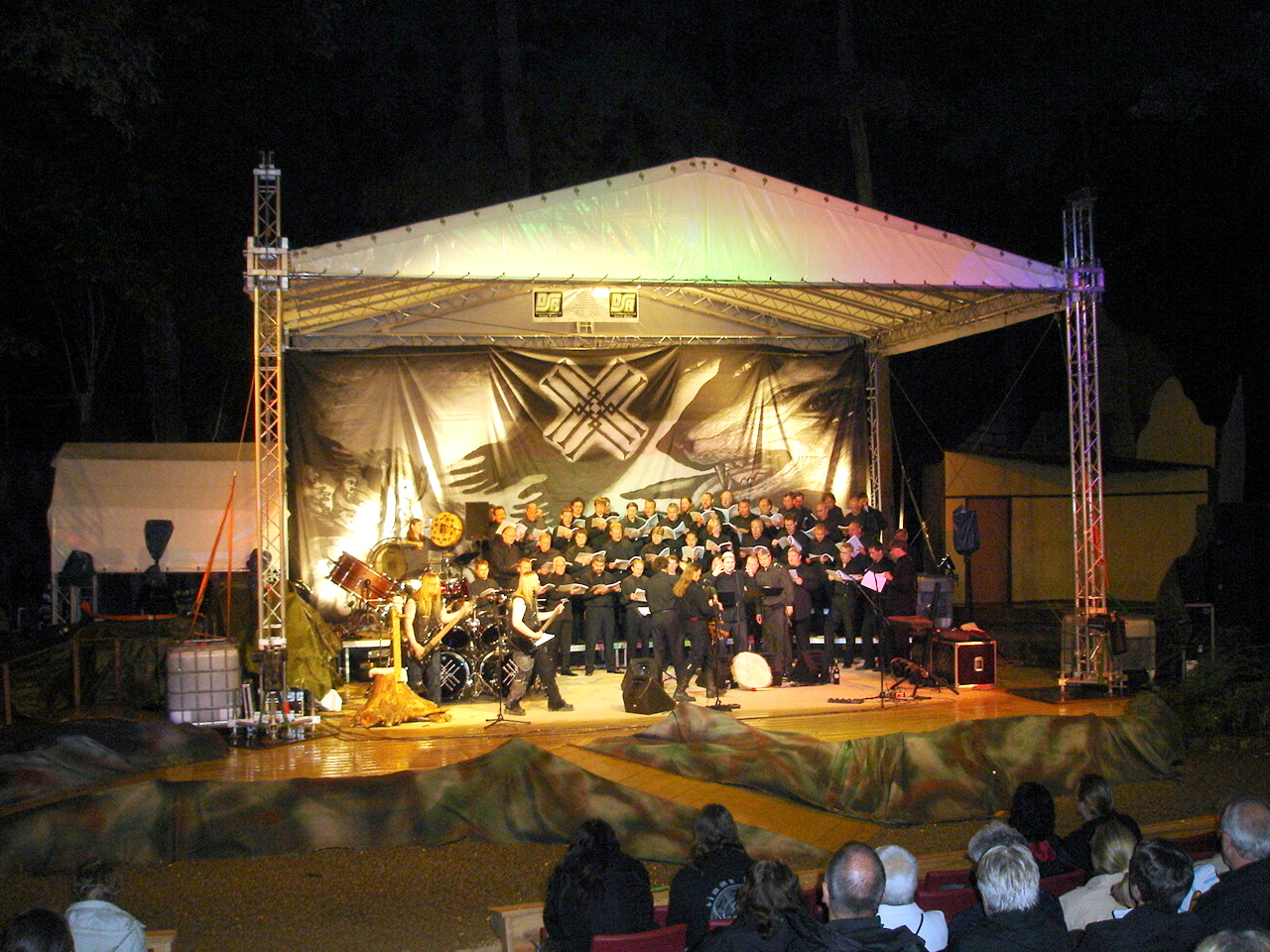
Metsatöll выступает с национальным эстонским мужским хором в 2008 году

Осенью 2008 года группа подписала контракт с лейблом Spinefarm Records, который является частью Universal Music Group. На сентябрь и октябрь 2009 года намечен тур группы по Европе совместно с Ensiferum и Tracedawn. В рамках тура анонсированы концерты в Финляндии, Германии, Испании, Великобритании, Нидерландах, Бельгии, Франции и Италии.
Четвёртый альбом группы Äio был выпущен 3 марта 2010 года. За три месяца с момента выхода, было продано 13000 копий альбома. Интернет-сингл и видеоклип на песню Vaid Vaprust вышел 15 января. С ноября по декабрь прошел европейский тур группы совместно с финской группой Finntroll. В этом же году группа приняла участие в фестивале Wacken Open Air.
Пятый альбом Ulg вышел 1 ноября 2011 года. Он был записан спонтанно на Юге Эстонии. 13 октября, вышел клип Küü в котором мог принять участие каждый. 9-го и 10 декабря состоялось 3 концерта в Таллине с презентацией альбома.
7 марта 2014 года группа выпустила свой шестой полноформатный альбом — Karjajuht. В записи песни «Lööme mesti» принял участие Йонне Ярвеля, вокалист финской группы Korpiklaani. Презентация альбома прошла 21 и 22 в Таллине, в клубе «Rock Cafe». В качестве гостей на этих концертах выстуили группы Korpiklaani, Litvintroll и Soul Thrower.
В марте 2014 года в Эстонии поступила в продажу пищевая продукция под маркой Metsatöll — колбаса, хлеб и пиво.

## Состав группы

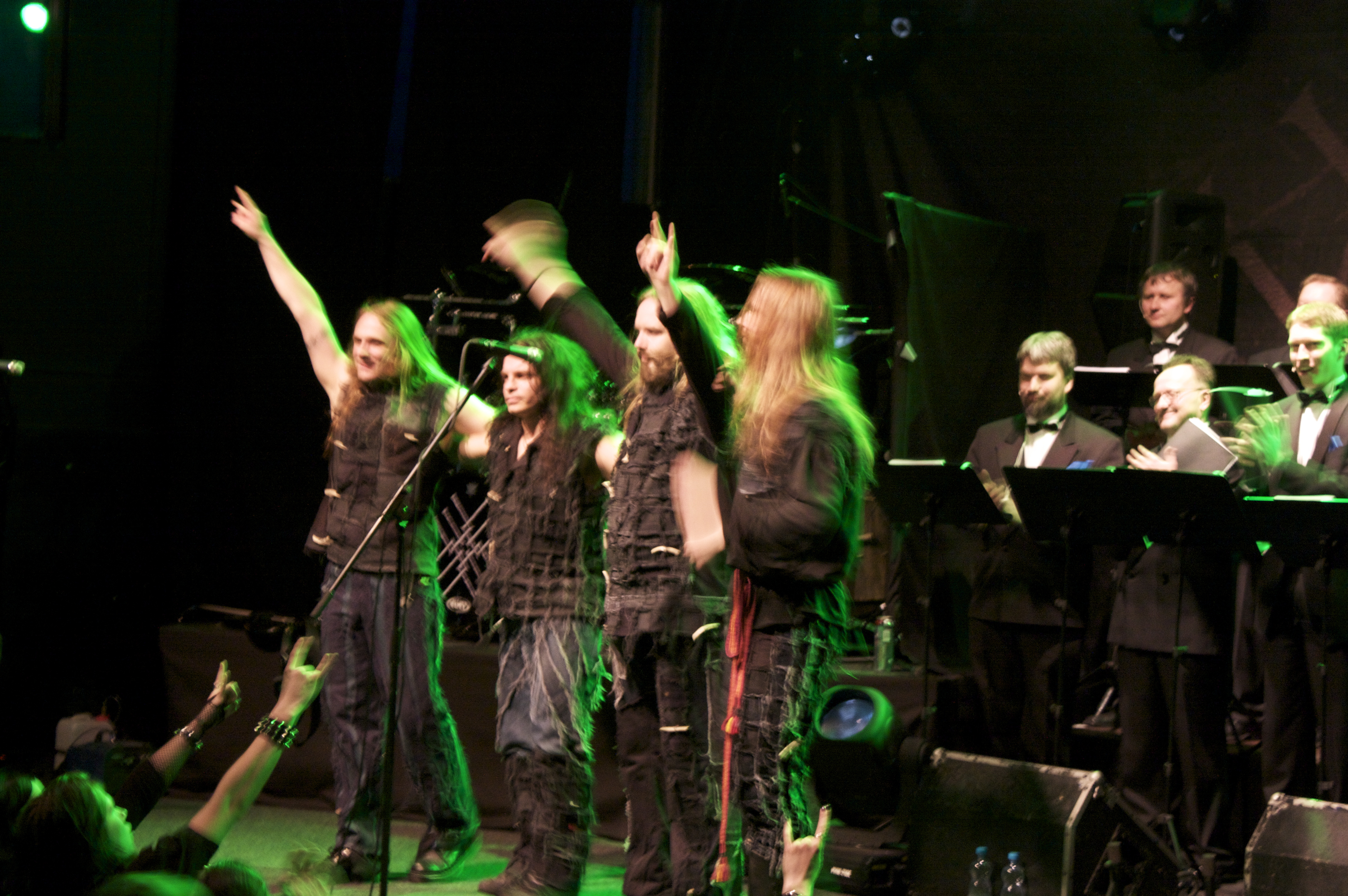
Слева направо: Райво Пиирсалу, Марко Атсо, Маркус Тээяр, Лаури Ыунапуу

### Текущий состав
- Маркус «Rabapagan» Тээяр — вокал, гитара
- Лаури «Varulven» Ыунапуу — вокал, гитара, флейта, волынка, каннель и другие инструменты
- Райво «KuriRaivo» Пиирсалу — бас-гитара и вокал
- Тынис  Ноевере — ударные и вокал

### Бывшие участники
- Сильвер «Factor» Раттасепп — ударные (1998—2004)
- Андрус Тинс — бас-гитара (1998—2000)

## Дискография

### Полноформатные альбомы и EP
- Terast mis hangund me hinge (демо) (1999)
- Hiiekoda (2004)
- Terast mis hangund me hinge 10218 (2005)
- Sutekskäija (EP) (2006)
- Iivakivi (2008)
- Äio (2010)
- Ulg (2011)
- Karjajuht (2014)
- Katk kutsariks (2019)

### Синглы
- Hundi loomine (2002)
- Ussisõnad (2004)
- Veelind (2008)
- Kivine maa (2011)
- Lööme mesti (2013)
- Tõrrede kõhtudes (2014)

### DVD
- Lahinguväljal näeme, raisk! (2006)
- Kõva Kont (2008)
- Tuska (2012)

### Другие проекты
- Raua Needmine (2006) — сборник песен группы, записанных совместно с эстонским национальный мужских хором.
- Suured koerad, väiksed koerad (2008) — альбом, записанный совместно с группой Kukerpillid, на котором группы исполняют каверы на песни друг друга.

### Участие на сборниках
- Eesti Metali Enziklopöödia Nr. 2 (2001)
- Worship Judas Priest (2001) — трибьют Judas Priest.
- Hard Rock Laager 2004 (2004)
- Estonian Metal Compilation 2004 (2004)
- First Nails In The Board (2004)
- Fear Candy 19 (2005) — сборник журнала Terrorizer.
- Linja Pitää (2006)
- R2 Live (2006)
- Ultra Go Live (2006)